# Per Olof Eriksson i Fanbyn
Per Olof Eriksson (i riksdagen kallad Eriksson i Fanbyn), född 26 november 1844 i Sundsjö, Jämtlands län, död 15 september 1905 i Östersund, var en svensk hemmansägare och riksdagspolitiker.
Eriksson var hemmansägare i Fanbyn i Jämtland. Han var även politiker och ledamot av riksdagens andra kammare 1882-1887, invald i Jämtlands östra domsagas valkrets.